# Peter Tuinman
Peter Koop Tuinman (Twijzel, 15 april 1947) is een Nederlands acteur.

## Levensloop
Tuinman en zijn zus werd geboren in het Friese Twijzel. Vader Anne Tuinman was hoofd van een lagere school en vertaalde toneelstukken, tekende en schreef revues. Moeder Albertha Bloembergen was diepgelovig en zong in het kerkkoor van Ureterp. Zijn ouders namen hem vaak mee naar het theater in Drachten. Bijzonder is dat de moeder van Tuinman bij zijn vader in de klas heeft gezeten. "Pas toen ze 18 werd, hij was begin 30, werden ze verliefd."
Als tiener wilde Tuinman sporter worden. Hij werd lid van een atletiekvereniging in Heerenveen, maar nadat bij hem een hartafwijking was vastgesteld moest hij van zijn gedroomde carrière als atleet afzien.
Tuinman maakte de hbs-b af en ging sociologie en economie studeren. Hij brak zijn studie af en werkte als vrachtwagenchauffeur, diskjockey en barkeeper. Hierna werd hij manager bij een bank. Zijn hobby was toneelspelen. Op advies van de leider van zijn toneelschap werd hij beroepsacteur, o.a. bij Toneelgroep De Noorder Compagnie in Drachten. 
Tuinman speelde in de televisieseries Tussen wal en schip (1977) en De Kris Pusaka uit hetzelfde jaar, maar brak door met zijn rol in de film Spetters als Jaap, de homoseksuele broer van Fientje (gespeeld door Renée Soutendijk). Hierna volgden rollen in diverse andere Nederlandse speelfilms. Ook speelde hij in succesvolle televisieseries.
Van eind jaren 80 tot eind 2011 speelde Tuinman bij het  Nationale Toneel. Daarna speelde hij nog een aantal vrije producties.
Tuinman is ook in verschillende Friestalige films te zien, onder andere in De Dream – een verfilming uit 1985 van de Hogerhuis-zaak uit 1895 – en De Fûke (2000). In de dramaserie Dankert en Dankert van Omrop Fryslân, geïnspireerd op de tweeling Wim en Hans Anker, speelt Tuinman de dubbele hoofdrol.
In 1985 kreeg hij een Gouden Kalf voor zijn rol als Wiebren Hogerhuis in De Dream.
Hij werd veelvuldig geprezen voor zijn rol in de politieseries Bureau Kruislaan en Unit 13, waarin hij de rol van de hoofdinspecteurs Theo Brandsma en Ruard Talsma vervulde. Hij speelde een rol in de buitenlandse film Vincent & Theo (1990) over het leven van de gebroeders Van Gogh, onder regie van Robert Altman. Ook vertolkte hij belangrijke rollen en hoofdrollen in films als onder andere Het meisje met het rode haar, De Schorpioen, Van geluk gesproken, De zwarte meteoor en Ik ga naar Tahiti.
Naast zijn Gouden Kalf in 1985 kreeg Tuinman een nominatie voor de grote prijs van het Nederlandse toneel, de Louis d'Or, voor zijn rol in De Revisor. Verder kreeg hij nog een nominatie voor een Gouden Kalf voor zijn rol van vader in De Vuurtoren. Voor zijn rol in de rock-opera Ik Jan Cremer ontving hij de persprijs '85/'86. In het theater was Tuinman de afgelopen jaren te zien in vele theaterproducties zoals Wachten op Godot (met Karel de Rooy en Peter de Jong), Blind Date (met Liz Snoijink) en Een Tweede Kans (met Will van Kralingen).
In 2006 heeft hij samen met Karin Bloemen en 2.500 vrijwilligers Sportstad Heerenveen geopend met het megaspektakel De Heeren van het Veen in het Abe Lenstra Stadion in de regie van Jos Thie, met wie hij eerder de voorstelling Peer Gynt maakte op de Boschplaat op Terschelling. Ook heeft hij onder andere Kopenhagen (met Bram van der Vlugt die hiervoor een Louis d'Or kreeg), Blauw Oranje en Amphitrion geregisseerd.
In september 2018 speelde hij, samen met Lisanne Dijkstra, de hoofdrol  in het locatietheaterstuk het meisje van Yde.
In 2019 is hij gestopt met acteren. 
In 2024 kreeg Tuinman de  Rense Westra Oeuvre Award. Bij de uitreiking zei hij dat hij nog wel wil meespelen in een film over Eise Eisinga; een nieuw project van regisseur Steven de Jong.

## Persoonlijk
Tuinman is gescheiden na een tweede relatie. Uit een relatie daarvoor heeft hij een zoon. Tuinman woont in Den Haag. 

## Rollen

### Film en televisie
- Q & Q (televisieserie) – agent Jaap Zwart (afl. "Runkum bij nacht", 1976)
- Tussen wal en schip (televisieserie) – Herman Seinen (afl. "Levende have", 1977)
- De Kris Pusaka (miniserie) – Vink (3 afl., 1977)
- Ons goed recht (televisieserie) – rol onbekend (afl. "Met vakantie", 1979)
- Spetters (1980) – Jaap
- Het teken van het beest (1980) – Botter
- Een vlucht regenwulpen (1981) – vader
- Het meisje met het rode haar (1981) – Hugo
- Ik ben Joep Meloen (1981) – Leo
- De weg (televisieserie) – pastoor Konings (8 afl., 1983)
- Transport (televisieserie) – Joop (2 afl., 1983)
- De Stille Oceaan (1984) – agent
- De Schorpioen (1984) – Loe Wolff
- Schoppentroef (televisieserie, 1984) – Guus Kuik
- Parfait amour (1985) – Rudy
- De Dream (1985) – Wiebren Hogerhuis
- Blindeman (televisiefilm, 1986) – Omer
- Blonde Dolly (1987) – Eddy Cremer
- Van geluk gesproken (1987) – Leo de Zeeuw
- De Papegaai (televisieserie, 1988) – Johan van Dam
- Vincent & Theo (1990) – Anton Mauve
- Oog in oog (televisieserie) – Rob (afl. onbekend, 1991)
- Ik ga naar Tahiti (1992) – Schaap
- Bureau Kruislaan (televisieserie, 1992–1995) – Theo Brandsma
- De wereld van Ludovic (televisiefilm, 1993) – Philippe
- Angie (1993) – detective Burger
- Voor hete vuren (televisieserie) – Jan (afl. "Reality TV", 1995)
- Unit 13 (televisieserie, 1996–1999) – Ruard Talsma
- De Fûke (Friese oorlogsfilm, 2000) – NSB adjudant politie
- De aanklacht (televisieserie) – rol onbekend (afl. "De zaak: Omar Bayik", 2000)
- De zwarte meteoor (2000) – Verbeeks vader
- Baantjer (televisieserie) – verschillende rollen (3 afl., 2001/2006)
- Nynke (2001) – vader Pieter Jelles Troelstra
- Costa! (televisieserie) – Adriaan (afl. "Zwoele nachten, ware liefde", 2001)
- All Stars (televisieserie) – ome Jan (afl. "Samen is niet alleen", 2001)
- De schippers van de Kameleon (2003) – meneer Bleeker
- Dankert en Dankert (televisieserie, 2006–?) – Pieter/Jelle Dankert
- De scheepsjongens van Bontekoe (2007) – Willem Ysbrandtsz Bontekoe
- Bit (televisieserie) – burgemeester (2 afl., 2008–2009)
- De Hel van '63 (2009) – Eisinga
- Hoe tem je een draak (2010) – stem
- De Goede Dood (2012) – Robert
- Moordvrouw (televisieserie) – Ewoud Nissinck (afl. "Vermoorde onschuld", 2012)
- Rood (kortfilm, 2013) – jager
- Flikken Maastricht (televisieserie) – Hans Bartelmans (afl. "Safe?", 2015)
- Sams Kerst (miniserie, 2015–2016) – opa Jacob
- Sinterklaasjournaal (2017) – Bauke Berenburg

## Nasynchronisatie
- Babe: een buitengewone big (1995) – Arthur Holgert
- Babe: in de grote stad (1998) – Arthur Holgert
- De ontdekking van Kloosterburen (documentaire, 1999) – voice-over
- Brave (2012) – koning Fergus